# 1ª Divisão 1976 (hockey su pista)
La 1ª Divisão 1976 è stata la 36ª edizione del torneo di primo livello del campionato portoghese di hockey su pista; disputato tra il 1º febbraio e il 19 luglio 1976 si è concluso con la vittoria dello Sporting CP, al suo terzo titolo.

## Stagione

### Formula
La 1ª Divisão 1976 vide ai nastri di partenza venti club divisi in due gironi; ogni girone fu organizzato con un girone all'italiana, con gare di andata e ritorno. Erano assegnati tre punti per l'incontro vinto, due punti a testa per l'incontro pareggiato ed era attribuito uno solo per la sconfitta. Al termine della prima fase le prime quattro squadre di ogni gruppo si qualificarono alla fase finale; la vincitrice venne proclamata campione del Portogallo.

## Prima fase

### Regional do Norte
|  | Pos. | Squadra           | Pt | G  | V  | N | P  | GF  | GS  | DR  |
|  | ---- | ----------------- | -- | -- | -- | - | -- | --- | --- | --- |
|  | 1.   | Valongo           | 50 | 18 | 15 | 2 | 1  | 110 | 40  | +70 |
|  | 2.   | Infante de Sagres | 47 | 18 | 13 | 3 | 2  | 96  | 52  | +44 |
|  | 3.   | Porto             | 46 | 18 | 12 | 4 | 2  | 105 | 41  | +64 |
|  | 4.   | Oliveirense       | 38 | 18 | 8  | 4 | 6  | 79  | 87  | -8  |
|  | 5.   | Espinho           | 35 | 18 | 6  | 5 | 7  | 75  | 66  | +9  |
|  | 6.   | Académica         | 34 | 18 | 6  | 4 | 8  | 73  | 89  | -16 |
|  | 7.   | Carvalhos         | 34 | 18 | 7  | 2 | 9  | 81  | 76  | +5  |
|  | 8.   | Sanjoanense       | 33 | 18 | 7  | 1 | 10 | 75  | 64  | +11 |
|  | 9.   | Estrela           | 22 | 18 | 1  | 2 | 15 | 53  | 146 | -93 |
|  | 10.  | Fanzeres          | 21 | 18 | 0  | 3 | 15 | 31  | 126 | -95 |

Legenda:
  Qualificata alla fase finale.
      Retrocesse in 2ª Divisão 1977.
Note:
Tre punti a vittoria, due a pareggio, uno a sconfitta.

### Regional do Sul
|  | Pos. | Squadra             | Pt | G  | V  | N | P  | GF  | GS  | DR  |
|  | ---- | ------------------- | -- | -- | -- | - | -- | --- | --- | --- |
|  | 1.   | Sporting CP         | 50 | 18 | 16 | 0 | 2  | 128 | 56  | +72 |
|  | 2.   | Oeiras              | 48 | 18 | 14 | 2 | 2  | 89  | 52  | +37 |
|  | 3.   | Juventude Salesiana | 39 | 18 | 10 | 1 | 7  | 70  | 60  | +10 |
|  | 4.   | Benfica             | 38 | 18 | 9  | 2 | 7  | 105 | 77  | +28 |
|  | 5.   | Amadora             | 37 | 18 | 9  | 1 | 8  | 91  | 73  | +18 |
|  | 6.   | Barreiro            | 34 | 18 | 7  | 2 | 9  | 63  | 65  | -2  |
|  | 7.   | Pinto & Sotto Mayor | 34 | 18 | 7  | 2 | 9  | 90  | 104 | -14 |
|  | 8.   | Paço de Arcos       | 31 | 18 | 6  | 1 | 11 | 61  | 82  | -21 |
|  | 9.   | Parede              | 26 | 18 | 3  | 2 | 13 | 70  | 111 | 41  |
|  | 10.  | Cascais             | 21 | 18 | 1  | 1 | 16 | 54  | 109 | -55 |

Legenda:
  Qualificata alla fase finale.
      Retrocesse in 2ª Divisão 1977.
Note:
Tre punti a vittoria, due a pareggio, uno a sconfitta.

## Fase finale
|       | Pos. | Squadra             | Pt | G  | V  | N | P  | GF | GS  | DR  |
| ----- | ---- | ------------------- | -- | -- | -- | - | -- | -- | --- | --- |
|       | 1.   | Sporting CP         | 41 | 14 | 13 | 1 | 0  | 93 | 40  | +53 |
|       | 2.   | Porto               | 33 | 14 | 9  | 1 | 4  | 62 | 50  | +12 |
|       | 3.   | Juventude Salesiana | 31 | 14 | 7  | 3 | 4  | 52 | 50  | +2  |
| [ 1 ] | 4.   | Oeiras              | 28 | 14 | 6  | 2 | 6  | 69 | 49  | +20 |
|       | 5.   | Valongo             | 27 | 14 | 5  | 3 | 6  | 67 | 60  | +7  |
|       | 6.   | Infante de Sagres   | 26 | 14 | 5  | 2 | 7  | 49 | 53  | -4  |
|       | 7.   | Benfica             | 24 | 14 | 4  | 2 | 8  | 62 | 78  | -16 |
|       | 8.   | Oliveirense         | 14 | 14 | 0  | 0 | 14 | 38 | 112 | -74 |

Legenda:
  Vincitore della Coppa del Portogallo 1975-1976.
      Campione del Portogallo e ammessa alla Coppa dei Campioni 1976-1977.
      Eventuali altre squadre ammesse alla Coppa dei Campioni 1976-1977.
      Ammessa in Coppa delle Coppe 1976-1977.
Note:
Tre punti a vittoria, due a pareggio, uno a sconfitta.